# Glen Canyon Dam
Glen Canyon Dam är en valvdamm i betong som dämmer upp Coloradofloden i norra Arizona i USA, nära staden Page. Dammen byggdes för att ge vattenkraft och reglera flödet från Coloradoflodens övre
avrinningsområde till det nedre. Reservoaren Lake Powell är den näst största konstgjorda sjön i landet och sträcker sig uppför floden och in i staten Utah. Dammen är döpt efter Glen Canyon, en rad kraftigt färgade raviner varav de flesta nu ligger under vatten.

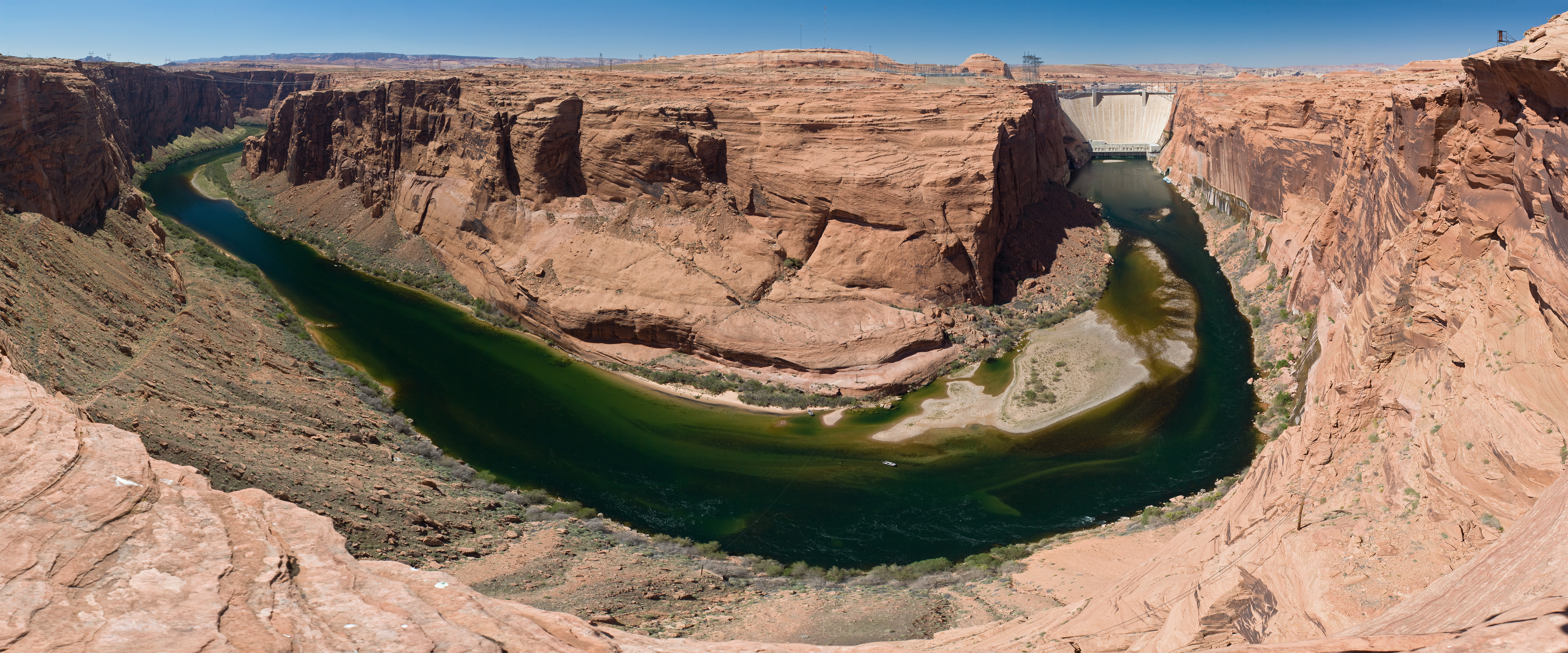
Coloradofloden nedströms Glen Canyon Dam.

Dammen föreslogs på 1950-talet som en del av ett federalt vattenprojekt, under ledning av US Bureau of Reclamation (USBR). Avsikten var att skapa  reservoarer i den övre delen av Coloradofloden och flera av dess större bifloder. Projektets huvudsyfte var att förbättra utnyttjandet av vattenföringen  det övre avrinningsområdet som hade avtalats år 1922 i ett avtal mellan sju delstater, den så kallade Colorado River Compact. Ett annat syfte var att skapa en vattenreservoar för att säkerställa att nedre avrinningsområdet fick nog vatten under torrår. Det uppstod dock problem när USBR föreslog att bygga dammar i den federalt skyddade Echo Park Canyon i Utah. Efter en lång rad rättsliga strider med miljöorganisationer, som exempelvis Sierra Club, klubbades en plan igenom med en hög damm vid Glen Canyon.
Bygget av Glen Canyon Dam påbörjades 1956 och var inte klar förrän 1966. När reservoaren fylldes började dammen att leverera ett stabilt och reglerat vattenflöde nedströms och producerade el till regionen. 
Under första halvåret 1983 gav kraftiga vårregn och stor snösmältning maximal avrinning till Coloradofloden. Felaktiga väderprognoser bidrog till att vattennivån i dammen inte sänktes tillräckligt inför det kommande höga flödet. I juni forsade vattnet in med mer än 3 400 m3/s. Trots att kraftverket kördes på full kapacitet fortsatte Lake Powell att stiga till en punkt där man tvingades öppna utskoven. Det är den enda gången utskoven har använts bortsett från några korta tester i 1980. Den överhängande katastrofen avvärjdes dock med liten marginal. 
Genom att kontrollera översvämningar och andra faktorer som en gång kännetecknade Coloradofloden har dammen allvarligt påverkat fysiska och ekologiska förändringar i den nedre delen av floden.